# Margaritifera margaritifera
Margaritifera margaritifera је шкољка из реда Unionoida и фамилије Margaritiferidae.

## Угроженост
Ова врста се сматра угроженом.

## Распрострањење
Врста има станиште у Аустрији, Белгији, Данској, Ирској, Летонији, Луксембургу, Немачкој, Норвешкој, Пољској, Португалу, Русији, Уједињеном Краљевству, Финској, Француској, Чешкој, Шведској и Шпанији.

## Станиште
Станиште врсте су слатководна подручја.